# 수러현

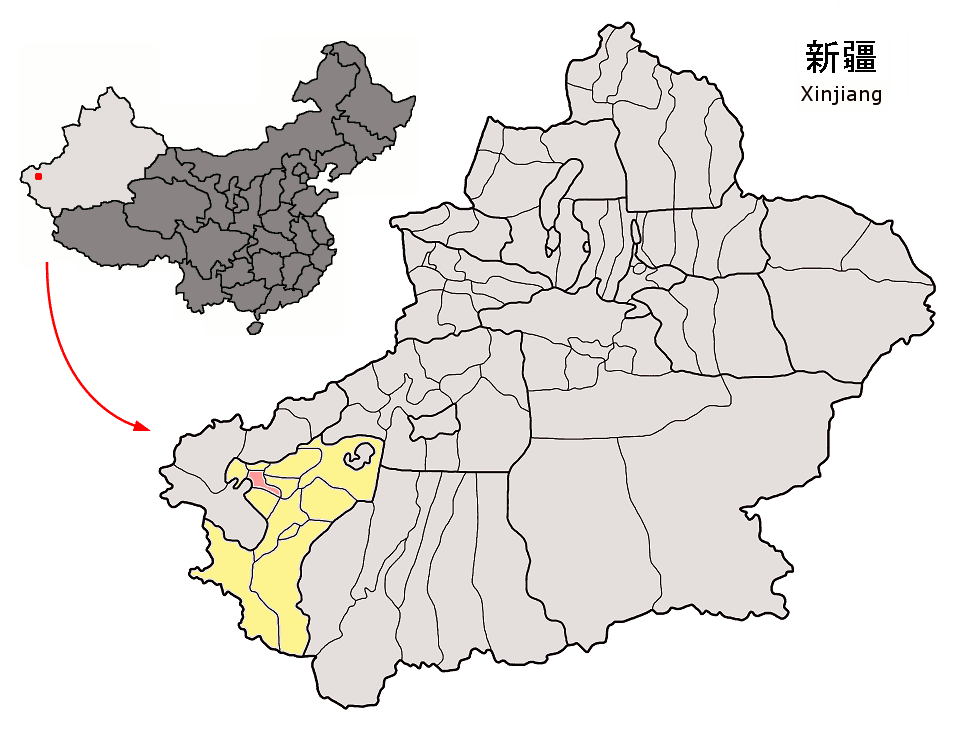
카슈가르옝기사하르 현의 위치

수러현(위구르어: قەشقەر يېڭىشەھەر ناھىيىسى 카슈가르옝기사하르 현, 중국어: 疏勒县, 병음: Shūlè Xiàn)은 신장 위구르 자치구 카스 지구의 현급 행정구역이다. 넓이는 2,263km2이고, 인구는 2007년 기준으로 310,000명이다.
고대에 수러 지역은 한때 서역 오아시스 문명, 소륵국이 있던 곳이었다.
인도유럽계통의 사람들이 모여서 살았으며 9세기~10세기 동안에는 기존의 언어가 더욱더 발전하면서 현재 위구르족의 문화를 이룩하게 됐다.

## 역사
서한 시기에 소륵국은 그렇게 강한 국가가 아니었다. 기원후 2세기부터 쿠샨 왕조의 왕 카니슈카가 불교를 널리 수용하도록 했다.
6세기 중반에 이르러서는 돌궐에 복속되어 매년 조공을 바쳤다. 658년 당나라의 군대는 서역의 칸 아시나투우를 물리쳤고 소륵은 안서도호부에 편입되어 지배를 받게 되었다.

## 지리
최고 해발고도는 1,310m, 최저 해발고도는 1,215m이다. 연평균 기온은 11.8°C이고 1월 평균기온은 -6.5°C, 7월 평균기온은 25.8°C이다.

## 인구
| 연도  | 인구    | ±% p.a. |
| ----- | ------- | ------- |
| 2000  | 284,853 | —       |
| 2010  | 312,455 | +0.93%  |
| [ 1 ] |         |         |

## 행정 구역
3개 진, 12개 향을 관할한다.
- 진: 疏勒镇, 罕南力克镇, 牙甫泉镇.
- 향: 巴仁乡, 洋大曼乡, 亚曼牙乡, 巴合齐乡, 塔孜洪乡, 英尔力克乡, 库木西力克乡, 塔尕尔其乡, 艾尔木东乡, 阿拉力乡, 阿拉甫乡, 英阿瓦提乡.